# Gyula (grad)
Gyula je pogranični gradić na samom jugoistoku Mađarske.
Površine je 255,80 km četvornih.

## Zemljopisni položaj
Nalazi se na jugoistoku Mađarske, blizu granice s Rumunjskom. 

## Upravna organizacija
Upravno je sjedište gyulske mikroregije u Bekeškoj županiji. Poštanski je broj 5700, a neka pripadajuća naselja 5711. Manjinsku samoupravu imaju Romi, Nijemci i Rumunji.
1977. godineje Gyuli pripojen  Gyulavári.

## Stanovništvo
2001. godine u Gyuli živjelo je 33.293 stanovnika, od kojih su većina Mađari, 2,3% je Rumunja, 1,6% Nijemaca, nešto Roma i Slovaka.

## Vanjske poveznice
- (mađ.) Službene stranice